# Хуме
Хуме (Хуммей, Умей, Умме) (*д/н — 1097) — 12-й маї (володар) імперії Канем в 1085—1097 роках. Засновник династії Сейфуа.

## Життєпис
Ймовірно походив зі знатного берберського роду. Його мати належала до впливового племені каїсів. Можливо народився в оазі Кавар.
У 1085 році за підтримки берберів повалив маї Абдал-Джаліла з династії Дугува, заснувавши власну династію Сейфуа (Сайфава). Ймовірно це пов'язано з боротьбою мусульманських груп в Канемі. На той час іслам все більше тут затвердився. Абдал Джаліл належав до ібадитів або ісмаїлітів. Втім сусідні мусульманські держави на півночі та заході були сунітськими. Тому Хуме за підтримки сунітів повалив Абдал Джаліла. Після цього Хуме оголосили першим маї-мусульманином, що не відповідає фактом. Це пов'язано з тим, що наступні правителі-суніти бажали викреслити з історії час, коли Канем був несунітським.
Запросив до своєї держави факіха Мухаммеда ібн Мані. В правління Хуме імперія Канем остаточно стала мусульманською. Головну увагу приділяв розвитку транссахарської торгівлі з державою Альморавідів. Втім зберігалися торгівельні стосунки з державами внутрішнього басейну Нігера, насамперед Гао, Дженне, Малі і Сосо.
Помер Хуме у 1097 році в Єгипті, можливо під час або після здійснення хаджу до Мекки. Йому спадкував син Дунама I.